# Rhopalodon
Rhopalodon is een geslacht van uitgestorven therapsiden uit het Perm van Rusland. 
De typesoort Rhopalodon wangenheimi werd in 1841 benoemd door Johann Fischer von Waldheim. De geslachtsnaam is afgeleid van het Grieks rhopalos, 'knuppel', en odoon, 'tand', een verwijzing naar de aan hun basis ingesnoerde tanden. De soortaanduiding eert de kopermijndirecteur Friedrich Wangenheim. Het type, een stuk linkeronderkaak, is verloren gegaan. Er zijn ook nog een Rhopalodon mantellii Fischer 1841, Rhopalodon murchisoni Fischer 1845 en een Rhopalodon fischeri Eichwald 1860 benoemd maar die laatste twee worden tegenwoordig beschouwd als jongere synoniemen van de typesoort; de eerste is een jonger synoniem van Phytosaurus cylindricodon.
Het is in de loop der geschiedenis op verschillende manieren geclassificeerd: als een dinosauriër, een dinocephaliër of een andere tak van Reptilia. Rhopalodon staat bekend als een van de eerste reptielen die in het blad Nature werd vermeld. E. Huxley schreef onder meer over dit reptiel in de eerste uitgave van het tijdschrift in november 1869. Hij gaf de leeftijd van dit dier en van de hedendaagse Deuterosaurus aan als Trias, maar het is nu bekend dat beide tijdens het Midden-Perm hebben geleefd.
Volgens Tverdokhlebov et alii (2005), was Rhopalodon een middelgrote landbewonende dinocephalische herbivoor die kenmerkend was voor de vroege biostratigrafische zone (Bolshekinelskaya en Amanakskaya svitas).